# Unitat catòlica d'Espanya
Es coneix com a unitat catòlica d'Espanya el principi legislatiu que establia la religió catòlica com a única dels espanyols, amb exclusió de qualsevol altre culte. L'origen d'aquesta unitat, segons els seus defensors, es trobava l'any 589, data del III Concili de Toledo, en què el rei visigot Recared va abjurar de l'arrianisme i es va convertir al catolicisme, religió que passaria a ser l'única oficial del regne. Aquest principi va imperar en la legislació espanyola des dels Reis Catòlics fins a la Constitució de 1869 i, en menor mesura (exceptuant els períodes del Sexenni Democràtic i la Segona República), fins a la llei de llibertat religiosa de 1967.
Els detractors de la unitat catòlica espanyola la combatien des del punt de vista del dret personal a la llibertat de consciència i pel respecte a causa de les exigències del bé comú, que els governs estan obligats a promoure, conservar i desenvolupar, mentre que els seus defensors arguïen que la unitat catòlica era part molt principal i fonamental del bé comú d'Espanya i els espanyols, sense greuge de la llibertat de consciència dels qui, respectant la dels espanyols, s'acollien a l'hospitalitat d'aquests, tot i no ser catòlics.